# Charles Tjessem

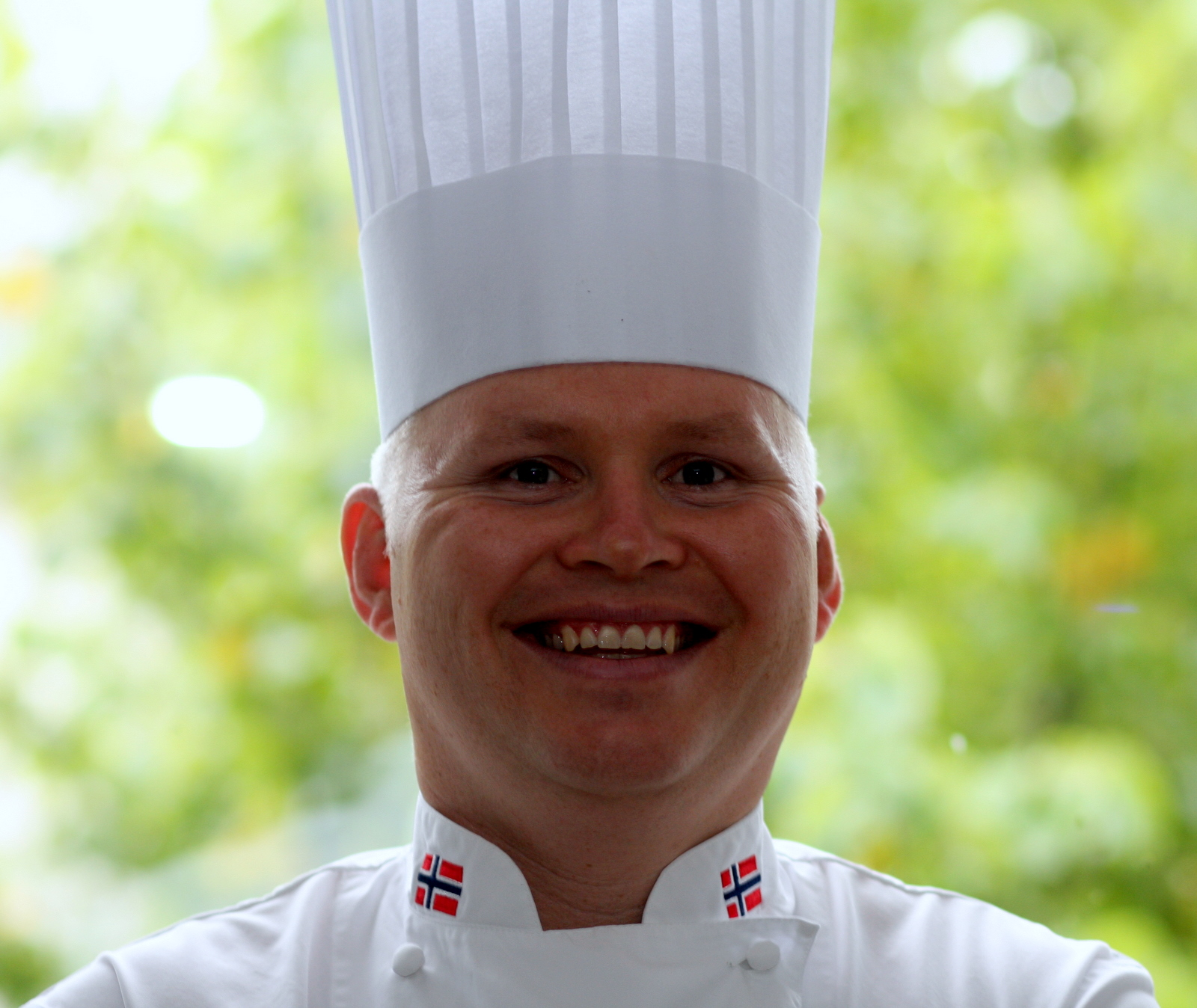
Charles Tjessem (2009)

Charles Tjessem (* 5. Mai 1971 in Sandnes) ist ein norwegischer Koch.

## Leben
Tjessem ist der Chefkoch und Besitzer im Charles & De in seinem Geburtsort Sandnes. Für den Bocuse d’Or wurde er von Odd Ivar Solvold, der diesen Preis 1997 in Bronze gewann, trainiert. Allerdings hatte er sich bereits zuvor durch Bent Stiansen und Eyvind Hellstrøm fortgebildet. Er kam 2003 auf den ersten Platz und war zwischen 2000 und 2004 der Kapitän der norwegischen Kochkunst-Nationalmannschaft, bevor er seine Wettbewerbskarriere mit einer Abschiedskritik an der Internationalen Kochkunst-Ausstellung beendete.
2006 veröffentlichte Tjessem das Buch Rett skal være rett (norwegisch für: Gerichte sollen richtig sein).